# Paul Nizan : La révolution éphémère
Paul Nizan : La révolution éphémère est une biographie de l'écrivain Paul Nizan écrite par Yves Buin publiée aux éditions Denoël dans la collection « Biographies » en 2012.

## Présentation
Ce livre, bâti autour de la personnalité de Paul Nizan, évoque cette époque du poids des intellectuels communistes ou sympathisants, dont ce groupe réunis autour de la personnalité de Jean-Paul Sartre.
Nizan malgré sa mort prématurée, connut un succès tardif avec des œuvres comme "Aden Arabie" ou "Les Chiens de garde" réédités par "Maspero" dans les années 1960. 
L'auteur montre Nizan aussi bien dans sa vie quotidienne avec sa compagne "Henriette Alphand", dans ses rapports avec la Révolution et le marxisme que l'homme parfois caustique, un polémiste qui ne plaisait pas à tout le monde.

## Commentaires
- « Une biographie intelligente et sensible qui, ressuscitant un seul homme, convoque tout un contexte de tumultes, d'idées folles, de destins brisés.  » Le Point le 22 février 2012

- « Yves Buin fait revivre avec talent ce personnage au destin hors du commun fauché à trente-cinq ans par une balle allemande. L'intelligence, la colère et la quête de justice de Nizan nous parlent aujourd'hui, plus que jamais. » Marc Escola le 22 février 2012 dans Fabula

- « À chacun de prolonger, selon son tempérament, la biographie d'un "pur" qui, d'égarements en intransigeances, sut malgré tout, in fine, garder le cap de son salut. » Article de Jean-Paul Enthoven intitulé "Paul Nizan, N le maudit", Le Point.fr du 9/02/2012